# Le Jugement de Pâris (Manuel)
Pour l’article homonyme, voir Le Jugement de Pâris.
Le Jugement de Pâris – en allemand Das Urteil des Paris – est un tableau réalisé par le peintre Niklaus Manuel vers 1517-1518. D'un format vertical, cette tempera sur toile est une peinture mythologique qui représente le jugement de Pâris devant un fond noir. Elle figure Pâris assis sous un arbre, regardant les yeux dans les yeux la déesse Vénus, qui tient déjà la pomme de la Discorde. Elle apparaît également de profil, vêtue d'un voile transparent, tandis que dans son dos, visiblement navrées par le choix du berger, Junon est richement parée et Minerve nue, ne portant que ses armes. L'œuvre est conservée au Kunstmuseum, à Bâle.